# أنجيلا بي هاريس
أنجيلا بي هاريس (بالإنجليزية: Angela P. Harris)‏ هي محامية أمريكية، ولدت في 1961.